# Erika Korselt
Erika Korselt (* 20. Oktober 1898 in Buchholz; † 21. Mai 1983) war eine deutsche Textil-Kunstgewerblerin und Malerin.

## Leben und Werk
Der Vater Erika Korselts, Ernst Korselt, war Oberlehrer am Gymnasium in Annaberg und später Rektor des Realgymnasiums in Zittau. Die Mutter Elisabeth war eine Tochter des sächsischen Politikers Heinrich Theodor Koch. Erika Korselt hatte drei Schwestern. Ihr Bruder Theodor Korselt wurde 1943 von den Nationalsozialisten hingerichtet.
Erika Korselt besuchte in Zittau die Städtische Höhere Webschule und studierte mit einem Abschluss als Musterzeichnerin bis 1924 an der Staatlichen Akademie für Kunstgewerbe Dresden. Danach arbeitete sie als Angestellte und ab 1930 in Zittau als freischaffende Kunstgewerblerin. Sie fertigte vor allem Entwürfe für die Textilindustrie, aber auch freie Arbeiten, u. a. als Batiken. Daneben malte sie in Öl und Aquarell vor allem Blumenstillleben und Landschaftsbilder aus dem Umland Zittaus.
In der ersten Zeit nach dem Ende des Zweiten Weltkriegs arbeitete sie in Zittau zum Lebensunterhalt als selbstständige Schneiderin.
Sie beteiligte sich an den ersten Nachkriegs-Ausstellungen Lausitzer bildender Künstler.
Arbeiten Erika Korselts befinden sich u. a. in den Städtischen Museen Zittau.
Erika Korselt blieb unverheiratet und kinderlos. Sie wurde auf dem Kirchhof in Mittelherwigsdorf in der Familiengrabstätte beigesetzt. 

## Ausstellungen (mutmaßlich unvollständig)

### Einzelausstellungen
- 1976, 1984 und 2003: Zittau, Christian-Weise-Bibliothek
- 1978: Großschönau, Damast- und Heimatmuseum (mit Elfriede Prasse und Marie-Luise Bürkner)

### Ausstellungsbeteiligungen
- 1938: Leipzig, Grassi-Herbstmesse (mit Batik-Arbeiten)
- 1948: Bautzen, Stadtmuseum („2. Jahresausstellung Lausitzer Bildende Künstler“)[2]
- 1949 Görlitz, Aula der 10. Grundschule („3. Jahresausstellung Lausitzer Bildender Künstler“)[3]

## Weblink
- https://www.saechsische.de/plus/zu-unrecht-vergessen-543302.html